# Borobudur
Borobudur hay còn gọi là Barabodur hay Ba La Phù đồ (tiếng Indonesia: Candi Borobudur) là một ngôi đền Phật giáo có niên đại từ thế kỷ thứ 9 toạ lạc ở Magelang, miền trung Java, Indonesia, là một trong những ngôi đền cũng như di tích Phật giáo lớn nhất thế giới. Ngôi đền có chín tầng, xếp chồng lên nhau bao gồm sáu vuông, ba tròn và trên cùng là một mái tròn. Ngôi đền được trang trí bằng 2672 tấm phù điêu chạm khắc nổi và 504 pho tượng Phật. Mái vòm trên cùng được bao quanh bởi 72 pho tượng Phật, mỗi tượng được đặt trong một phù đồ.
Đền được xây dựng vào thế kỷ thứ 9 dưới triều đại Sailendra theo phong cách kiến trúc Phật giáo Java, trong đó pha trộn với tục thờ cúng tổ tiên của người Indonesia bản địa cũng như các khái niệm nhập Niết-bàn của Phật giáo. Ngôi đền cũng cho thấy sự ảnh hưởng của phong cách Gupta, phản ánh ảnh hưởng của Ấn Độ trong khu vực, nhưng vẫn mang những nét đặc sắc Indonesia riêng biệt. Ngôi đền là nơi thờ Đức Phật và cũng là một địa điểm hành hương cho tín đồ Phật giáo. Cuộc hành trình của Phật tử bắt đầu từ nền đền rồi đi vòng quanh để lên đến đỉnh qua ba khu vực mô tả khái niệm tam giới vũ trụ của Phật giáo: Kāmadhātu (Dục giới), Rupadhatu (Sắc giới) và Arupadhatu (Vô sắc giới). Trên đường lên đến đỉnh ngôi đền, khách hành hương sẽ đi qua một hệ thống cầu thang và hành lang rộng lớn, qua 1460 tấm chạm khắc trên tường và lan can. Đền Borobodur là nơi có tập hợp phù điêu chạm khắc lớn nhất và đầy đủ nhất trên thế giới.
Bằng chứng đã cho thấy Borobodur đã được xây dựng từ thế kỷ thứ 9 và bị bỏ rơi sau sự suy tàn của các vương quốc Ấn giáo ở thế kỷ 14 và người Java cải sang đạo Hồi. Thế giới bên ngoài chỉ biết được về sự tồn tại của nó vào năm 1814 khi toàn quyền người Anh trên đảo Java là Sir Thomas Stamford Raffles được người bản địa chỉ địa điểm. Kể từ đây, Borobodur đã trải qua nhiều đợt trùng tu. Các lần lớn nhất là vào năm 1975 và1982 được thực hiện bởi chính phủ Indonesia và UNESCO. Sau đó, ngôi đền đã được liệt kê vào danh sách Di sản Thế giới.
Ngày nay, Borobudur vẫn được sử dụng như là địa điểm hành hương; mỗi năm một lần, Phật tử tại Indonesia lại tổ chức Đại lễ Phật đản tại ngôi đền. Ngoài ra, đây là địa điểm thu hút nhiều khách du lịch nhất của Indonesia.

## Lịch sử
Borobudur được dựng vào khoảng thế kỷ thứ 8 đến thế kỷ thứ 9 dưới vương triều Sailendra vốn sùng đạo Phật. Tọa lạc trên đỉnh đồi giữa vùng đồng bằng phì nhiêu, Borobudur sừng sững nổi lên giữa lòng chảo, chung quanh là núi rừng bao bọc.

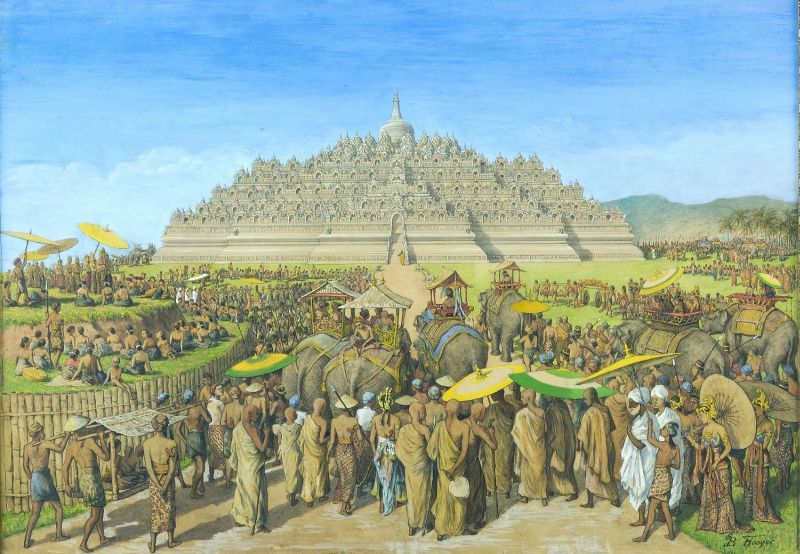
Một bức tranh của G.B. Hooijer (khoảng 1916-1919) mô tả hiện trường của Borobudur trong thời kỳ hoàng kim

Bình đồ toàn thể đền Borobudur, biểu hiện Tam giới: Dục giới kāmadhātu, Sắc giới rūpadhātu, và Vô sắc giới arūpadhātu

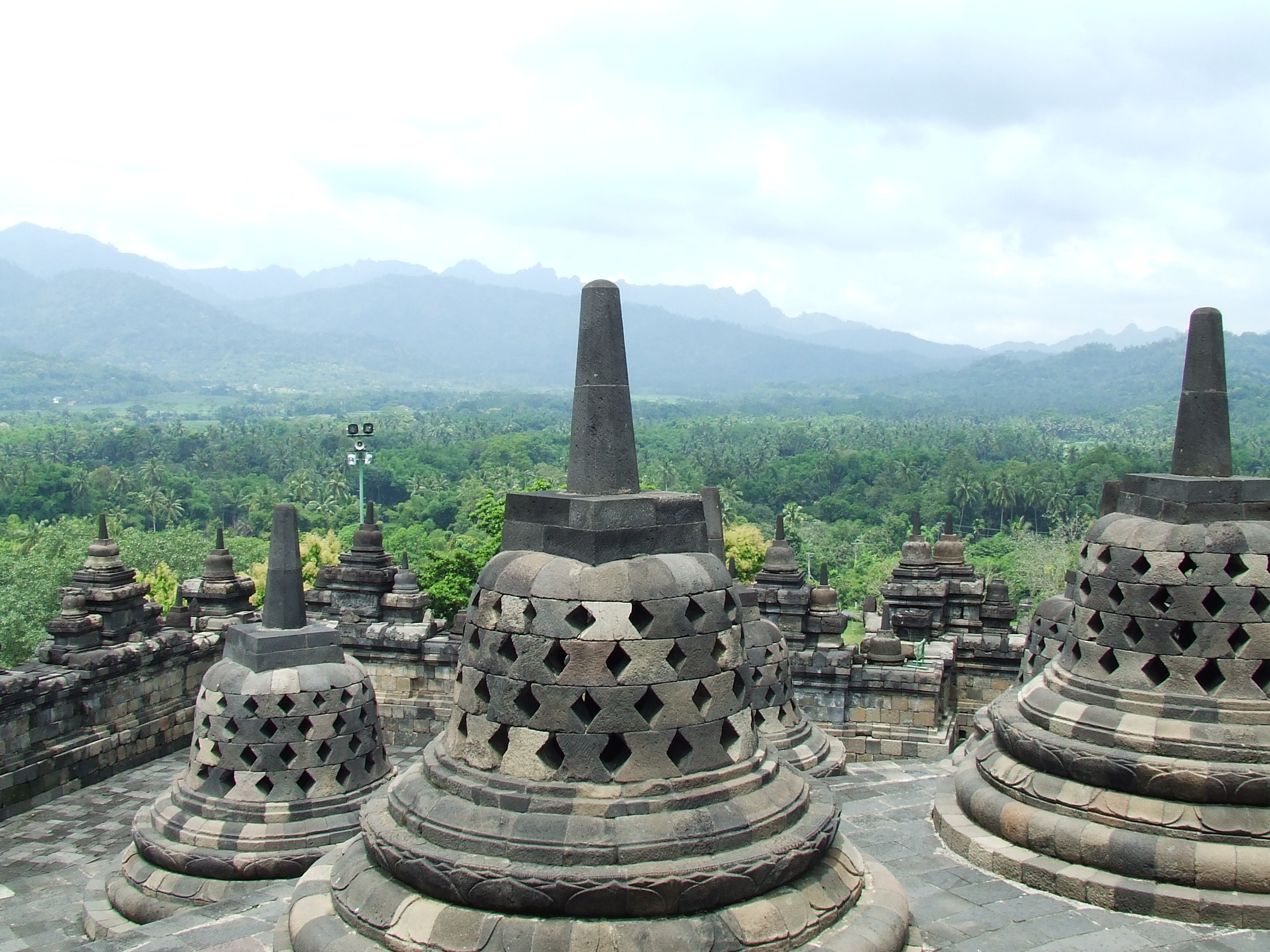
Một số stupa

Ngôi đền tháp Borobudur, sau khi vương triều Phật giáo Sailendra sụp đổ, đã bị bỏ hoang và lãng quên trong suốt 10 thế kỷ. Vào năm 1814, một phái đoàn các nhà khoa học châu Âu, do chính quyền thuộc địa Hà Lan ở Indonesia cử đến, mới tiến hành nghiên cứu và tu bổ lại ngôi đền. Những ngôi đền đã bị đổ nát, hư hỏng quá nhiều. Năm 1970, chính phủ Indonesia phải kêu gọi UNESCO giúp đỡ. Một bản phục chế Borobudur của UNESCO, bao gồm 600 nhà phục chế có tên tuổi trên thế giới đã tiến hành trùng tu lại ngôi đền trong suốt 12 năm trời và tiêu tốn mất 50 triệu đô la Mỹ.
Ngày nay, Borobudur đã được trùng tu, tuy không được hoàn toàn như trước, nhưng đã thể hiện được dáng dấp và làm khách tham quan vô cùng ngưỡng mộ, xứng đáng là một trong những kì quan nổi tiếng của châu Á.

## Kiến trúc
Từ chân đồi khách phải trèo hơn 15 m mới lên tới nền đền. Cấu trúc ngôi phù đồ gồm 12 nền lộ thiên to, nhỏ, vuông, tròn xen kẽ, chồng lên nhau tạo thành một khối cao 42 mét. Chiều dài mỗi cạnh nền dưới cùng là 123 m. Nếu trèo lên từng tầng một và đi dọc đường chu vi của tất cả 12 tầng thì tổng cộng là 5 km.
Tầng thứ nhất (từ chân đồi lên) có bình đồ hình vuông, mỗi bốn cạnh căn đúng vào bốn hướng: Đông, tây, nam, bắc. Khoảng giữa mỗi cạnh để trống 7,38 m, hai bên đặt con sư tử lớn bằng đá chầu hai bên. Mỗi tượng thú cao 1,7 m kể cả bệ, dài 1,26 m, và rộng 0,8 m. Miệng sư tử nhe răng, lông bờm ở lưng, cổ, ngực dựng lên trông rất dữ tợn. Đuôi con thú uốn cong ngược về phía sau. Trong tám con sư tử ở bốn cạnh thì một số đã được đẽo gọt, chạm trổ hoàn chỉnh. Vài con còn ở dạng dở dang, chưa hoàn tất.
Tầng thứ hai cao hơn tầng thứ nhất 1,52 m. Bình đồ tầng hai không theo dạng hình vuông như ở tầng nhất, mà là hình đa giác với 20 cạnh, gần như ôm lấy triền đồi. Tầng hai dù vậy vẫn có bốn cạnh lớn hướng về bốn phương trời, giữa có bốn tầng cấp. Hai bên tầng cấp có hai lan can uốn cong rất duyên dáng. Cuối lan can là một đầu voi rất to, trong miệng ngoạm một con sư tử; còn đầu lan can kia, là một đàn sư tử, mõm mở rộng, lưng tựa vào tường.
Từ tầng thứ ba trở lên, lại có hình dạng vuông, riêng ba tầng trên cùng có dạng hình tròn. Trên mỗi tầng có xây dựng nhiều đền đài miếu mạo trông như vòm bát úp, vòm lớn nhất ở giữa, hai bên là những cái bé hơn. Trên cùng của đền tháp là mái tròn hình chuông .
Tất cả các bậc thềm từ tầng một đến tầng chín đều được phủ kín những phù điêu, được chạm trổ rất công phu, mô tả về cuộc đời của đức Phật Thích Ca Mầu Ni, các bồ tát và các vị đã giác ngộ Phật pháp, và cả những cảnh trên niết bàn hay dưới địa ngục...
Riêng ba tầng trên cùng phẳng phiu, trơn nhẵn có trổ 72 tháp chuông hình mắt cáo. Bên trong có đặt 72 tượng Phật ngồi (tầng một 2,32 m, tầng hai 2,24 m và tầng ba 2,16 m).